# Daniel Goldman

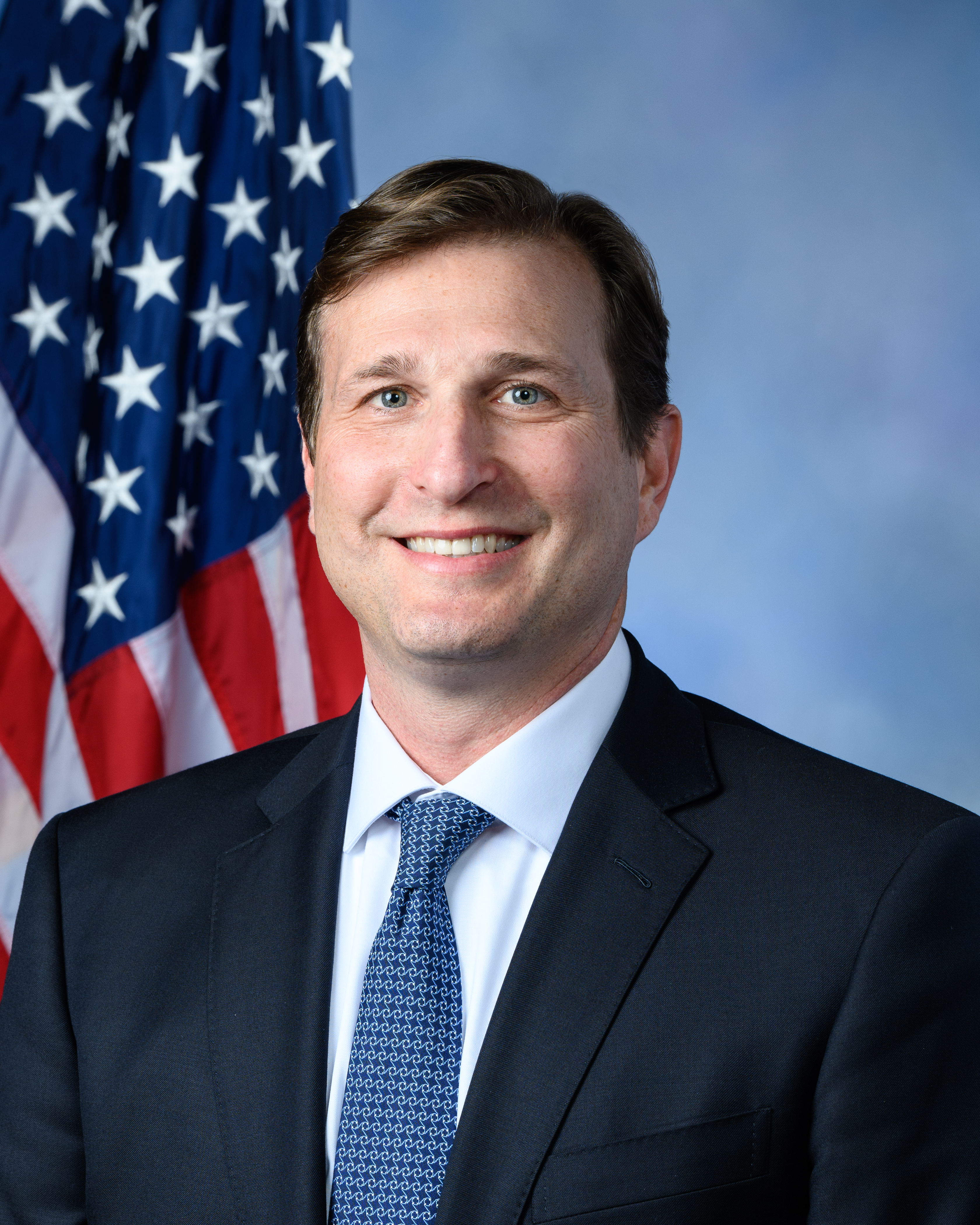
Imagem de Daniel Goldman.

Daniel Sachs Goldman é um advogado e analista jurídico. Atuou como consultor majoritário no inquérito de Impeachment de Donald Trump.
Em 15 de março de 2020, Goldman anunciou que havia testado positivo para a doença COVID-19 durante a pandemia em curso.